# Дзон Деларж
Дзон Деларж (фр. Dzon Delarge, нар. 28 червня 1990, Браззавіль) — конголезький футболіст, нападник клубу «Карабах» та національної збірної Республіки Конго.

## Клубна кар'єра
Народився 28 червня 1990 року в місті Браззавіль. Розпочинав займатись футболом на батьківщині у клубі «Епена де ла Лікуала», втім у 2009 року відправився до Камеруну, де став навчатись в академії «Каджі». Там же розпочав і свою профнсійну кар'єру, виступаючи за «Котон Спорт» та «Юніон Дуала».
В липні 2011 року відправився до Європи, підписавши контракт із словацьким клубом «ДАК 1904». Незважаючи на те, що конголезець забив 8 м'ячів у 32 матчах і став найкращим бомбардиром команди, клуб зайняв останнє 12 місце і вилетів з вищого дивізіону. Після цього африканець перебрався у чеський «Слован» (Ліберець). Відіграв за ліберецьку команду наступні чотири з половиною сезони своєї ігрової кар'єри, зігравши за цей час 104 матчі в усіх турнірах і забивши 23 голи, а у сезоні 2014/15 допоміг клубу виграти Кубок Чехії.
У січні 2016 року перейшов до австрійського клубу «Адміра-Ваккер», який відразу віддав гравця в оренду в турецький «Османлиспор», де конголезець провів півтора року, після чого підписав повноцінний контракт з іншим турецьким клубом «Бурсаспором», у складі якого провів наступний сезон 2017/18.
24 липня 2018 року підписав трирічний контракт з азербайджанським «Карабахом». Станом на 18 вересня 2018 року відіграв за команду з Агдама 3 матчі в національному чемпіонаті.

## Виступи за збірну
2 червня 2012 року дебютував в офіційних іграх у складі національної збірної Республіки Конго в матчі відбіркового етапу до чемпіонату світу 2014 року з Буркіна-Фасо (3:0).

## Досягнення
- Володар Кубка Чехії (1):

Слован (Ліберець): 2014-15
- Чемпіон Азербайджану (1):

«Карабах»: 2018-19